# Tengriismo
Tengriismo era uma antiga religião praticada pelos turcos e mongóis antes da propagação das chamadas Grandes Religiões (Budismo, Islamismo, Cristianismo). É centrada na divindade que representa o céu, Tengri (também nas variantes Tangri, Tangra e outras) e incorpora elementos de xamanismo, animismo, totemismo, culto aos ancestrais e ainda elementos da cosmologia chinesa.
No Tengriismo o significado da vida é interpretado como viver em harmonia com o mundo que está em volta. Os tengriistas têm suas vidas como sustentadas pelo Eterno Céu Azul, Tengri, pela Fértil Mãe-Terra (Eje ou Umay), e segue consoante as regras do sagrado Filho do Céu. O Paraíso, a Terra, os espíritos da natureza e dos ancestrais proveem a todas as necessidades e protegem todos os seres humanos. Vivendo uma vida reta e respeitosa, o ser humano manterá seu mundo em equilíbrio e maximizará seu poder pessoal ou cavalo-do-vento. O xamã exerce importante papel para restaurar o equilíbrio quando afetado por algum infortúnio ou interferência espiritual.
É provável que o tengriismo fosse a religião dos hunos, dos ávaros, dos primitivos magiares e protobúlgaros, que a trouxeram da Europa. Ainda é praticada na Iacútia, Buriácia, Tuva e Mongólia, paralelamente ao budismo tibetano e o burcanismo (espécie de religião primitiva, ressurgente na Rússia).